# Sinophorus heliothidis
Sinophorus heliothidis là một loài tò vò trong họ Ichneumonidae.